# Saint-Ségal
Saint-Ségal (bretonisch Sant-Segal) ist eine französische Gemeinde im Département Finistère mit 1183 Einwohnern (Stand 1. Januar 2022). Sie gehört zum Arrondissement Châteaulin und zum Kanton Pont-de-Buis-lès-Quimerch.

## Geografie
Die Gemeinde liegt im Westen der Bretagne nahe der Trichtermündung des Flusses Aulne, der in die Rade de Brest, einer tief ins Land ragenden Bucht des Atlantiks, mündet. Der Ort gehört zur Region Cornouaille und liegt im Naturpark Parc naturel régional d'Armorique. 
Châteaulin liegt gut fünf Kilometer südwestlich, Quimper 27 Kilometer südlich und Brest 35 Kilometer nordwestlich (Angaben leicht gerundet in Luftlinie).

## Verkehr
Die nächstgelegene Abfahrt an der autobahnähnlich ausgebauten Schnellstraße E 60 (Nantes-Brest) befindet sich bei Châteaulin und die nächsten Regionalbahnhöfe liegen an der überwiegend parallel verlaufenden Bahnlinie bei Pont-de-Buis-lès-Quimerch und Châteaulin.
Bei Brest befindet sich der Regionalflughafen Aéroport Brest-Bretagne.

## Bevölkerungsentwicklung
| Jahr                       | 1962 | 1968 | 1975 | 1982 | 1990 | 1999 | 2010 | 2017 |
| Einwohner                  | 746  | 677  | 675  | 745  | 813  | 825  | 996  | 1081 |
| Quellen: Cassini und INSEE |      |      |      |      |      |      |      |      |

## Sehenswürdigkeiten

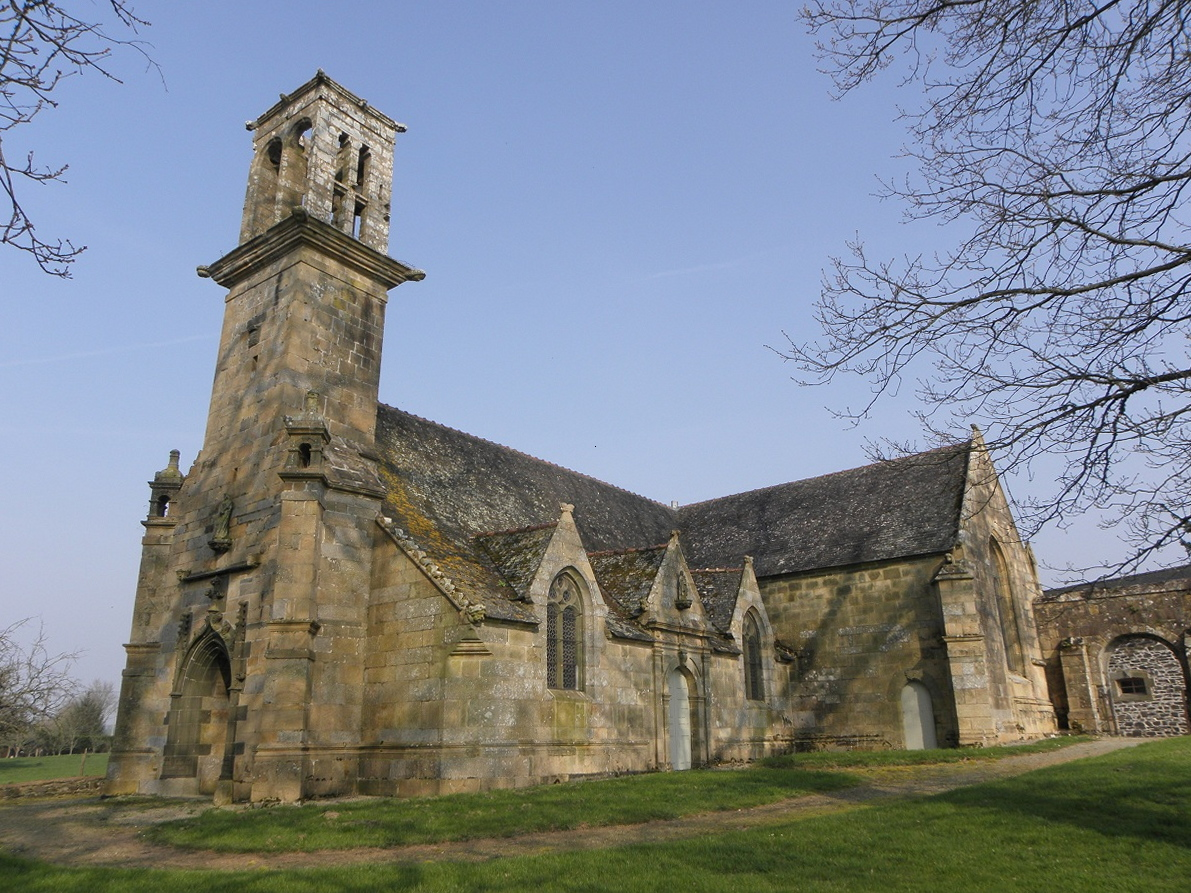
Kapelle Saint-Sébastien

- Kapelle Saint-Sébastien, Monument historique
- Kirche Saint-Séverin, Monument historique